# Communauté de communes de Bergerac Pourpre
La communauté de communes de Bergerac Pourpre est une ancienne communauté de communes française, située dans le département de la Dordogne, en région Aquitaine.
Son nom se réfère à la commune de Bergerac, principal centre urbain du Périgord pourpre.
Elle faisait partie du Pays du Grand Bergeracois. 

## Historique
La communauté de communes de Bergerac Pourpre est créée le 28 décembre 2001 pour une mise en place au 1er janvier 2002.
Au 1er janvier 2013, la communauté de communes s'associe avec deux autres intercommunalités pour former la communauté d'agglomération bergeracoise.

## Composition
Elle regroupait les onze communes suivantes :
1. Bergerac
2. Bouniagues
3. Colombier
4. Gardonne
5. Ginestet
6. Lamonzie-Saint-Martin
7. Lembras
8. Monbazillac
9. Queyssac
10. Saint-Laurent-des-Vignes
11. Saint-Nexans

## Administration
| Période      | Période       | Identité           | Étiquette | Qualité                                                                              |
| ------------ | ------------- | ------------------ | --------- | ------------------------------------------------------------------------------------ |
| janvier 2002 | avril 2008    | Daniel Garrigue    | UMP       | Maire de Bergerac (1995-2008) Député (2002-2012)                                     |
| avril 2008   | décembre 2012 | Dominique Rousseau | PS        | Maire de Bergerac depuis 2008 Conseiller général du canton de Bergerac-1 (1998-2011) |

## Compétences
- Action sociale
- Activités culturelles ou socioculturelles
- Activités périscolaires
- Activités sportives
- Assainissement collectif
- Assainissement non collectif
- Cadre de vie
- Constitution de réserves foncières
- Développement économique
- Environnement
- Équipements ou établissements culturels, socioculturels, socioéducatifs, sportifs
- Instruction du droit des sols
- Programme local de l'habitat
- Projet des Pays
- Schéma de cohérence territoriale (SCOT)
- Tourisme
- Traitement des déchets
- Voirie
- Zones d'activités industrielle, commerciale, tertiaire, artisanale ou touristique
- Zones d'aménagement concerté (ZAC)

### Sources
- Le SPLAF (Site sur la Population et les Limites Administratives de la France)
- La base ASPIC de la Dordogne - (Accès des Services Publics aux Informations sur les Collectivités)